# Jean Claude Randrianarisoa
Jean Claude Randrianarisoa (* 4. Dezember 1961 in Nandihizana Carion) ist ein madagassischer Geistlicher und emeritierter römisch-katholischer Bischof von Miarinarivo.

## Leben
Jean Claude Randrianarisoa besuchte die Grundschule und die weiterführende Schule in seinem Heimatort. Anschließend studierte er Philosophie und Katholische Theologie am Priesterseminar in Ambatoroka und am Katholischen Institut von Madagaskar (ICM). Dort erlangte er 1986 einen Bachelor im Fach Philosophie und 1992 ein Lizenziat im Fach Katholische Theologie. Am 21. September 1991 empfing Randrianarisoa durch den Erzbischof von Antananarivo, Victor Kardinal Razafimahatratra SJ, das Sakrament der Priesterweihe für das Erzbistum Antananarivo.
Randrianarisoa war zunächst als Pfarrvikar in Tsaramasay und als Pfarrer in Imerintsiatosika tätig, bevor er 1998 Rektor des Kleinen Seminars in Ambohipo wurde. Im Jahr 2000 wurde er für weiterführende Studien nach Rom entsandt, wo er 2003 an der Päpstlichen Universität Urbaniana ein Lizenziat im Fach Kanonisches Recht erwarb. Nach der Rückkehr in seine Heimat wurde Randrianarisoa Regens des interdiözesanen Priesterseminars in Faliarivo und 2005 zudem Vizeoffizial des Erzbistums Antananarivo.
Papst Benedikt XVI. ernannte ihn am 15. Februar 2007 zum Bischof von Miarinarivo. Die Bischofsweihe spendete ihm der Erzbischof von Antananarivo, Odon Marie Arsène Razanakolona, am 20. Mai desselben Jahres; Mitkonsekratoren waren Raymond Razakarinvony, emeritierter Bischof von Miarinarivo, und Erzbischof Augustine Kasujja, Apostolischer Nuntius auf Madagaskar, Mauritius und den Seychellen sowie Apostolischer Delegat auf den Komoren. Von 2012 bis 2021 fungierte Randrianarisoa zusätzlich als Generalsekretär der Madagassischen Bischofskonferenz. Später gehörte er dem ständigen Rat an und leitete die Kommission für das katholische Bildungswesen.
Am 12. Juni 2023 nahm Papst Franziskus das vorzeitige Rücktrittsgesuch von Jean Claude Randrianarisoa an.